# Represa Edgard de Souza

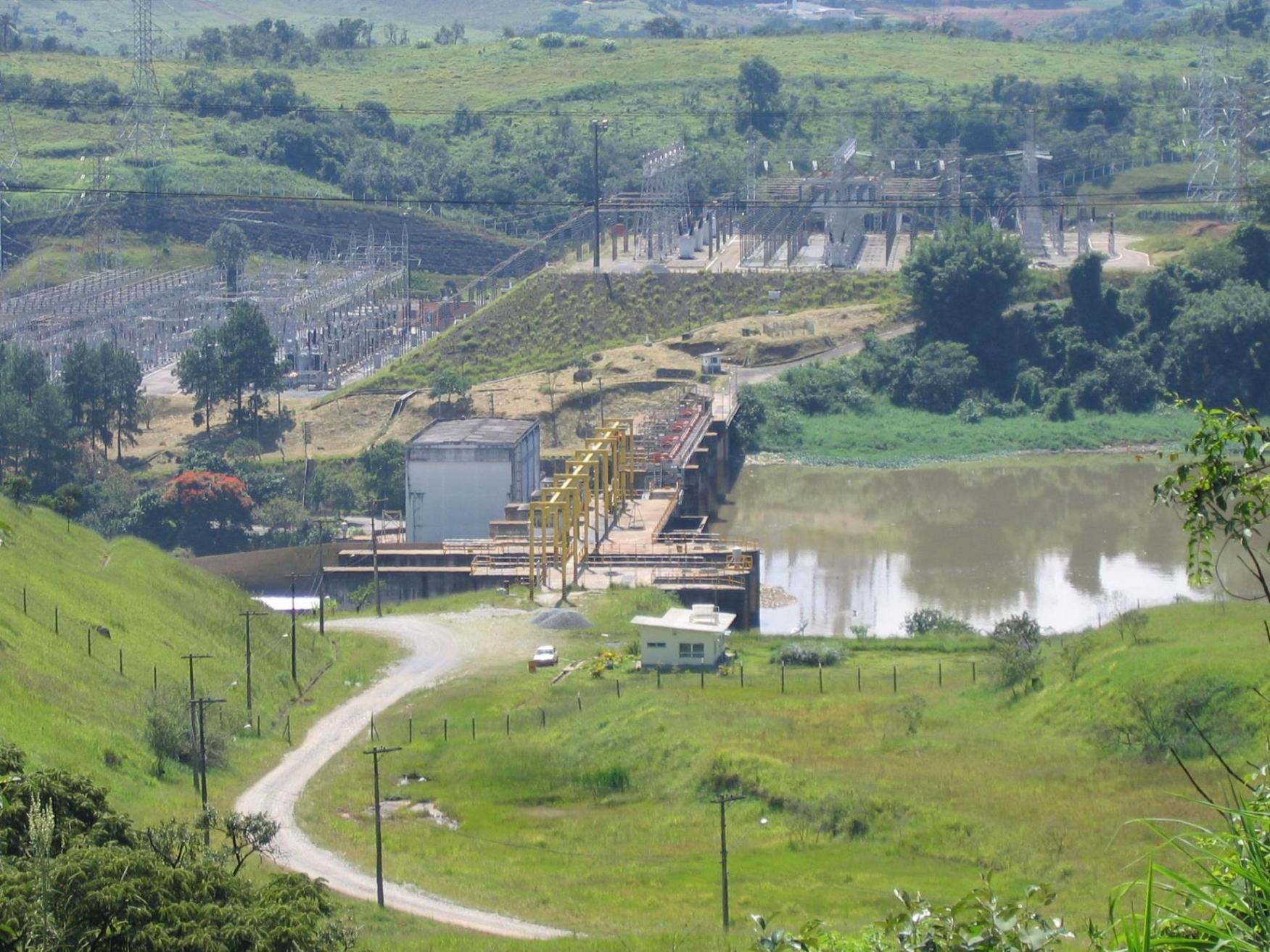
Represa Edgard de Souza.

La Represa Edgard de Souza es una central hidroeléctrica localizada en el estado de São Paulo, Brasil, cerca de la ciudad de Santana de Parnaíba, embalsando las aguas del río Tieté.
La central pertenece a la Companhia de Transmissão de Energia Elétrica Paulista y tiene una potencia total instalada de 550 MW.
- Datos: Q3725057
- Multimedia: Edgard de Sousa Dam / Q3725057